# Sitiharjo
Sitiharjo is een bestuurslaag in het regentschap Wonosobo van de provincie Midden-Java, Indonesië. Sitiharjo telt 3615 inwoners (volkstelling 2010).